# Sergei Michailowitsch Naumow
Sergei Michailowitsch Naumow (russisch Сергей Михайлович Наумов; * 9. April 1962 in Moskau) ist ein ehemaliger sowjetischer Wasserballspieler. Bei Olympischen Spielen gewann er zwei Bronzemedaillen und bei Weltmeisterschaften eine Bronzemedaille. Bei Europameisterschaften erhielt er dreimal Gold und einmal Bronze.

## Sportliche Karriere
Der 1,82 Meter große Naumow spielte für den Universitätssportklub in Moskau und vorher für Spartak. 
1983 bei der Europameisterschaft in Rom gewann die sowjetische Mannschaft mit fünf Siegen und zwei Unentschieden den Europameistertitel vor den Ungarn und der spanischen Mannschaft. Nach 1966 und 1970 war dies der dritte Europameistertitel für die sowjetischen Wasserballspieler. 1984 konnte die sowjetische Mannschaft als amtierender Welt- und Europameister wegen des Olympiaboykotts nicht an den Olympischen Spielen in Los Angeles teilnehmen.
Bei der Europameisterschaft 1985 in Sofia gewann die sowjetische Mannschaft wie zwei Jahre zuvor fünf Spiele und erreichte zwei Unentschieden. Ungeschlagen verteidigte die Mannschaft ihren Europameistertitel vor den Jugoslawen und der Mannschaft aus der Bundesrepublik Deutschland. Im Jahr darauf bei der Weltmeisterschaft 1986 in Madrid belegte die sowjetische Mannschaft in der Vorrunde den zweiten Platz hinter dem Team aus den Vereinigten Staaten. Nach einer Halbfinalniederlage gegen die Jugoslawen traf die sowjetische Mannschaft im Spiel um Bronze wieder auf das US-Team. Diesmal gewannen die sowjetischen Spieler mit 8:6 nach Verlängerung, wobei Naumow einen Treffer beisteuerte. Bei der Europameisterschaft 1987 in Straßburg blieb die sowjetische Mannschaft mit sechs Siegen und einem Unentschieden zum dritten Mal in Folge ungeschlagen. Sie gewann den Titel vor den Jugoslawen und den Italienern. Neben Naumow waren Torhüter Jewgeni Scharonow sowie Georgi Mschwenijeradse und Sergei Kotenko bei allen drei Europameistertiteln dabei. Bei den Olympischen Spielen 1988 in Seoul belegte die sowjetische Mannschaft in der Vorrunde den zweiten Platz hinter der Mannschaft aus der Bundesrepublik Deutschland und erreichte die Endrunde nur durch die bessere Tordifferenz gegenüber den Italienern. Nach einem 7:8 gegen das US-Team traf die sowjetische Mannschaft im Spiel um Bronze wieder auf die Deutschen und siegte mit 14:13. Naumow gelangen im Turnierverlauf fünf Treffer, im Spiel um Bronze war er zweimal erfolgreich.
Auch 1989 bei der Europameisterschaft in Bonn gelangten die sowjetischen Spieler ohne Niederlage durch die Vor- und Zwischenrunde. Nach einer 8:10-Niederlage im Halbfinale gegen die Deutschen unterlag die sowjetische Mannschaft im Spiel um Bronze nach der dritten Verlängerung mit 11:12 gegen Italien. Im Spiel um Bronze erzielte Naumow ein Tor. Die Niederlage gegen die deutsche Mannschaft war das erste verlorene Spiel bei Europameisterschaften seit der Niederlage 1981 gegen den gleichen Gegner. Anfang 1991 bei der Weltmeisterschaft in Perth belegte die sowjetische Mannschaft in der Vorrunde den zweiten Platz hinter den Italienern und wurde in der Zwischenrunde Gruppenletzter trotz eines Siegs über die Jugoslawen. In den Platzierungsspielen erreichte die Mannschaft den siebten Rang. Ein halbes Jahr später fand in Athen die Europameisterschaft 1991 statt. Nach einem zweiten Platz in der Vorrunde hinter den Rumänen belegte die sowjetische Mannschaft auch in der Zwischenrunde den zweiten Platz hinter den Italienern. Im Halbfinale unterlagen die sowjetischen Spieler den Spaniern mit 8:13. Das Spiel um den dritten Platz gewannen sie mit 11:10 gegen die Italiener. 1992 bei den Olympischen Spielen 1992 spielte Naumow für das Vereinte Team aus der GUS. Im Halbfinale unterlag die Mannschaft den Italienern mit 8:9. Das Spiel um den dritten Platz gewannen die Spieler des Vereinten Teams gegen die Mannschaft aus den Vereinigten Staaten mit 8:4, in diesem Spiel erzielte Naumow zwei seiner sechs Turniertore.
Dies war nicht der letzte Olympiaauftritt von Sergei Naumow. Er schlug nach seinem Abschied vom aktiven Wasserball die Schiedsrichter-Laufbahn ein. Beim Olympiaturnier 2016 in Rio de Janeiro war er in sechs Partien des Männerturniers und in einem Spiel des Frauenturniers als Referee dabei.